# Paepalanthus pullus
Paepalanthus pullus är en gräsväxtart som beskrevs av Friedrich August Körnicke. Paepalanthus pullus ingår i släktet Paepalanthus och familjen Eriocaulaceae. Inga underarter finns listade i Catalogue of Life.